# María Isabel Moreno Allué
María Isabel "Maribel" Moreno Allué (Ribes de Freser, 2 de gener de 1981) és una ciclista catalana, establerta a Sabiñánigo, que va destacar en el ciclisme en ruta.
Del seu palmarès destaca un Campionat d'Europa en ruta i quatre Campionats d'Espanya.
Poc abans de començar els Jocs Olímpics de Pequín, va donar positiu per EPO en un control i va ser suspesa per dos anys.

## Palmarès
- 2002
  - 1a a la Fletxa gascona i vencedora de 2 etapes
- 2003
  - Campiona d'Europa en ruta sub-23
  - 1a a la Copa d'Espanya sub-23
- 2005
  -  Campiona d'Espanya en ruta
- 2006
  -  Campiona d'Espanya en ruta
- 2007
  -  Campiona d'Espanya en ruta
  -  Campiona d'Espanya en contrarellotge
  - 1a al Tour de l'Ardecha i vencedora d'una etapa
- 2008
  - Vencedora d'una etapa a la Volta a Occident